# Siddhartha Mishra
Siddhartha Mishra (Índia, 5 de maio de 1980) é um matemático indiano. É professor do Departamento de Matemática do Instituto Federal de Tecnologia de Zurique.
Foi palestrante convidado do Congresso Internacional de Matemáticos no Rio de Janeiro (2018: On the convergence of numerical schemes for hyperbolic systems of conservation laws).
Recebeu o Prêmio Richard von Mises de 2015 e o Prêmio Collatz de 2019.